# Automobiles F. Crespelle
Automobiles F. Crespelle est un constructeur automobile français.

## Production
La société parisienne Automobiles F. Crespelle, basée à Paris, a commencé à produire des automobiles en 1906.
L’usine était située au 23-25 Avenue Daumesnil (Paris). En 1914, il y avait un véhicule de type D avec un moteur quatre cylindres d’une cylindrée de 1 460 cm³ (alésage 65 mm ; course 110 mm) au prix de 3950 francs pour le châssis et un véhicule de type A avec un moteur quatre cylindres de 3619 cm³ (alésage 80 mm ; course 180 mm) pour 8500 francs le châssis.
- 1919

7 CV 1244 cm³ (alésage 60 mm ; course 110 mm)
12 CV 2120 cm³ (alésage 75 mm ; course 120 mm)
14 CV 3016 cm³ (alésage 80 mm ; course 150 mm)
20 CV 3817 cm³ (alésage 90 mm ; course 150 mm) 
La production de Crespelle a été arrêtée en 1923.

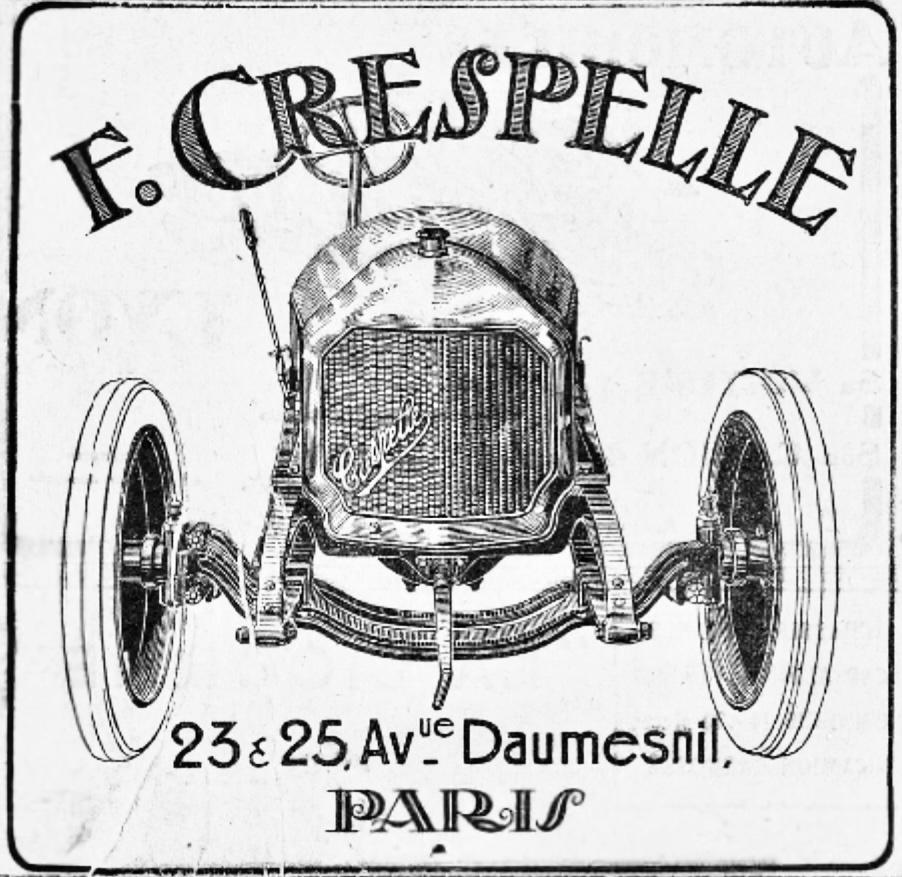
F. Crespelle (1920).